# Teràpia de polaritat
La teràpia de polaritat és un mètode de curació o sistema d'accés a la salut, que va desenvolupar el Dr. Randolph Stone (1890-1981) i consisteix en un sistema terapèutic que integra coneixements de la tradició mèdica oriental i occidental que té per objectiu equilibrar el sistema energètic (xacres, corrents energètics, etc.) i es basa en tocs corporals, recomanacions alimentàries, postures de ioga i suport psicològic. També s'anomena teràpia psicocorporal perquè relaciona molèsties o desequilibris físics amb possibles actituds o situacions causants dels desequilibris.
La teràpia de polaritat considera que les malalties de la ment com les físiques van acompanyades del bloqueig de la força pròpia o energia vital, que s'anomena "Prana", "Ki", "xi", o simplement energia vital. I és en l'acció d'aquesta energia on resideix la base de l'acció curativa terapèutica. Amb la teràpia de polaritat es pot diagnosticar quins camps o pautes energètiques estan bloquejades i quins són els recursos energètics del pacient. Amb el tractament adequat es pot restablir el flux d'energia i facilitar el procés de recuperació i sanació del pacient. La teràpia de polaritat consta de quatre mètodes interrelacionats de tractament terapèutic consistents en treball corporal, ioga de polaritat, dieta depurativa i procés psicocorporal.